# Bitva o pevnost Budapest

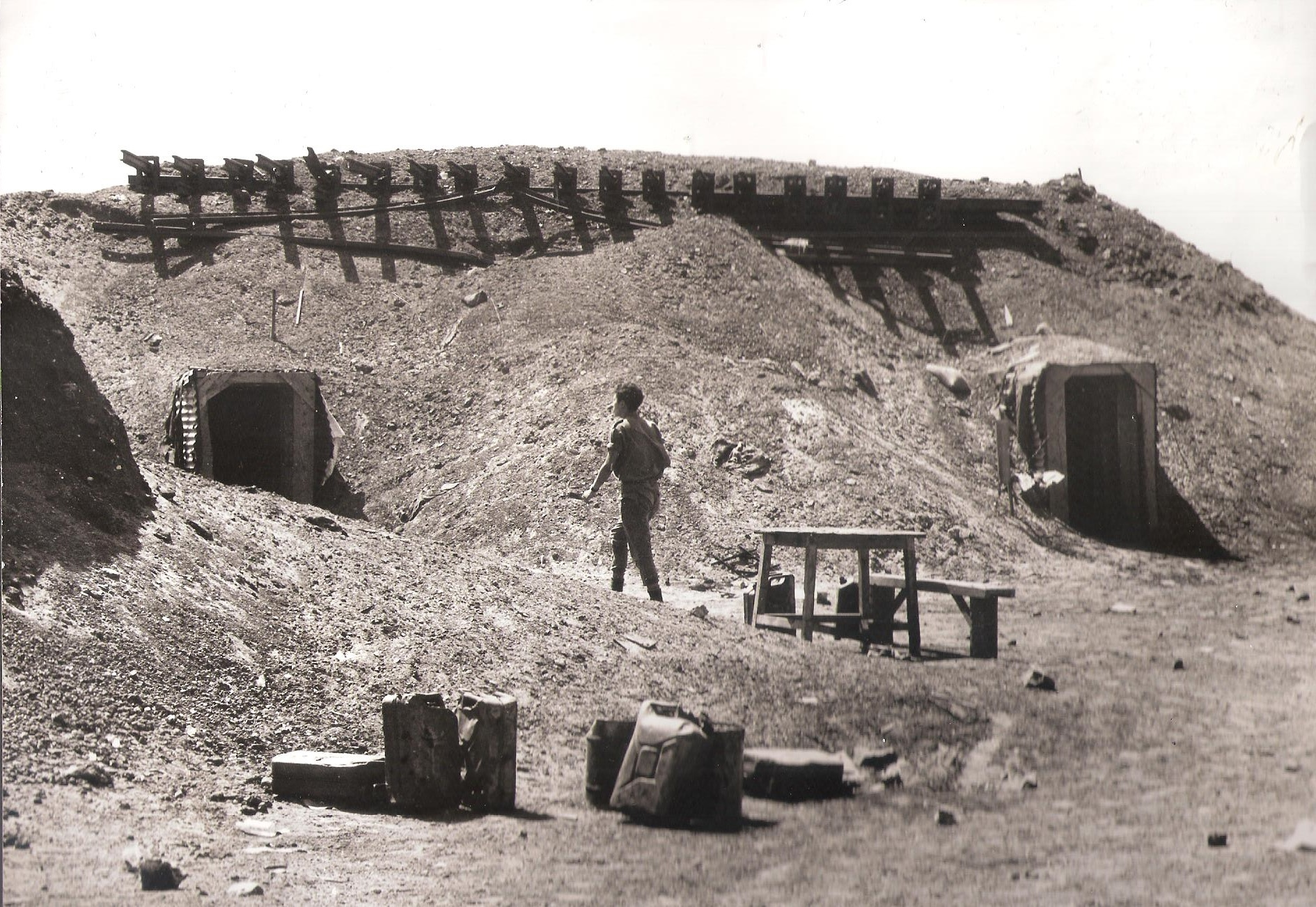
Pevnost Budapest v roce 1970

Bitva o pevnost Budapest je název operace, který se vztahuje ke dvěma egyptským pokusům o obsazení jedné z pevností izraelské Bar Levovy linie během Jomkipurské války (1973). K prvnímu pokusu o dobytí došlo 6. října 1973 poté, co se egyptské jednotky vylodily během operace Badr na východním břehu Sinajského poloostrova. Útok ale skončil neúspěchem. Neúspěchem skončil i druhý egyptský pokus o dobytí pevnosti uskutečněný 15. října 1973. Izraelská pevnost Budapest se tak stala jedinou pevností Bar Levovy linie, kterou se během Jomkipurské války nepodařilo Egyptu obsadit.

## Popis

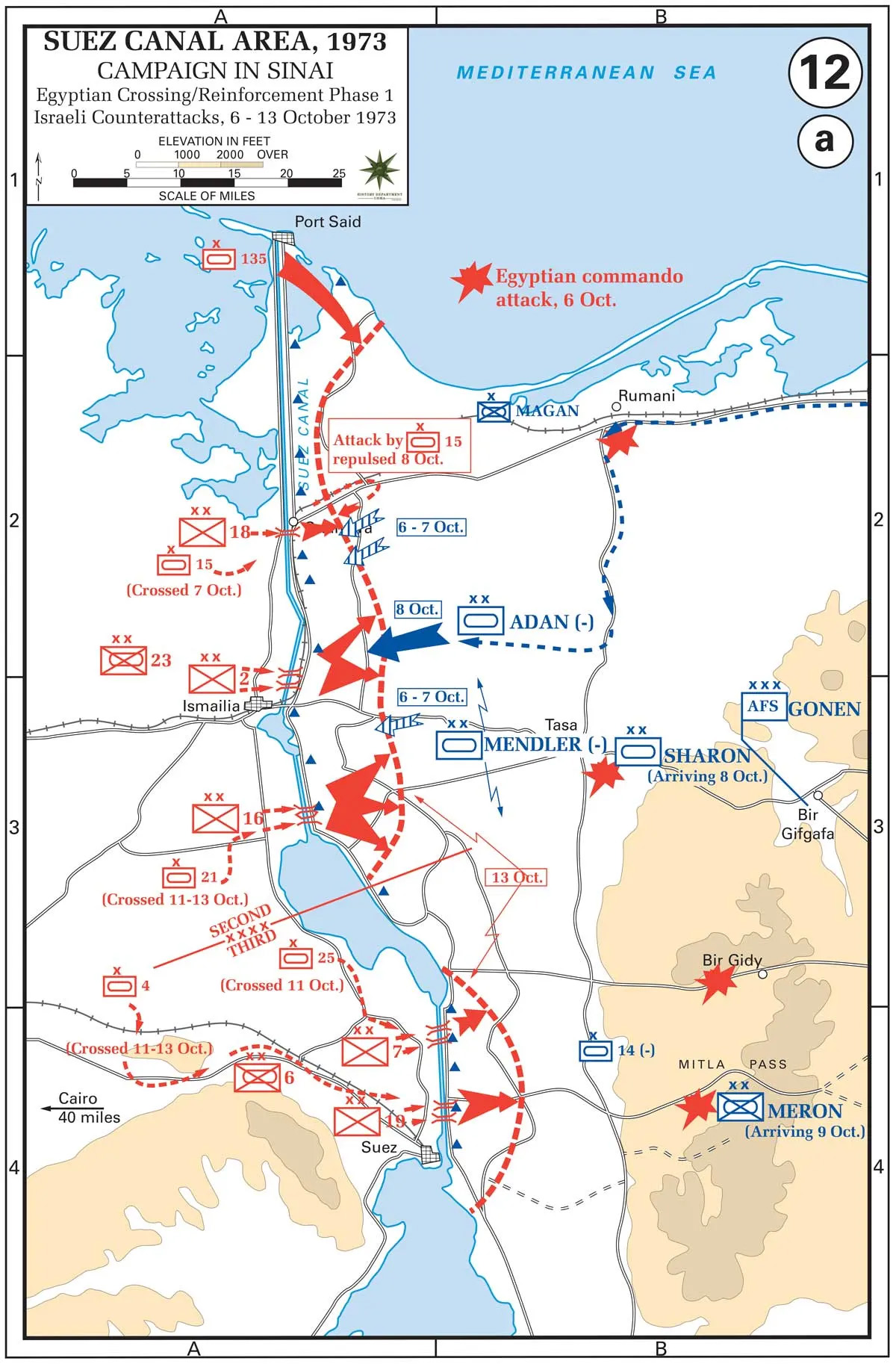
Mapa operace Badr. Pevnost Budapest je vyznačena jako nejseverněji položený trojúhelník (na břehu Středozemního moře)

Pevnost Budapest je nejsevernější pevností ze sestavy izraelské Bar Levovy linie opevnění nacházející se na východním břehu Suezského kanálu a skládala se z devíti bunkrů. Nachází se 16,5 km od přístavu Fuad prakticky na břehu Středozemního moře. Svou polohou patří k nejlépe položeným pevnostem z Bar Levovy linie. Z jihu je chráněna slaniskovými bažinami, ze severu potom Středozemním mořem. Jedinou přístupovou cestou po souši je pás země, který měří ve své nejširší části 170 m. Napadení pevnosti bylo možné buď po této cestě, nebo přes slaniskové močály, přes které se ale nedostala žádná technika, pouze pěchota. Možný byl i námořní výsadek. Samotná pevnost ovládala kromě přístupových cest i komunikační spojnici mezi přístavem Fuad a Al-Aríšem.
Pro obranu byla pevnost vybavena velkým množstvím pěchotních zbraní, přístupy k bunkrům byly chráněny ostnatým drátem a minovými poli. Kromě toho byly k obraně vyčleněny dvě čety tanků. Celé pevnosti v okamžiku egyptského útoku velel kapitán Motti Aškenazi. Pevnost s navíc nacházela mimo tzv. protiletecký raketový deštník, takže egyptští útočníci byli vystaveni útokům izraelského letectva.

## Plánování útoku
Obsazení suezského sektoru, ve kterém se nacházela pevnosti Budapest byl v plánu operace Badr pověřen gen.mjr. Omar Chalid. Ten obsazením pevnosti Budapest a pevnosti Orkal pověřil brig. gen. Salaha Abd el-Hakima. K obsazení samotné pevnosti Budapest byla vyčleněn 1 prapor pěchoty pod velením plk. Aliho al-Mezachiho ze sestavy 135. nezávislé pěchotní brigády egyptské armády. Pro samotný útok bylo vyčleněno 6 tanků T-34 vybavených zařízením na ničení min, 8 obojživelných vozidel a jednotky vybavené 120mm minomety. K útočícím silám byly dále přičleněna 128. skupina sil zvláštního určení (Sa´iqa). Ta měla být do prostoru vysazena z moře. Rozdělena byla do dvou skupin: první skupina měla být vysazena 4 km východně od pevnosti a jejím úkolem bylo zadržet případné izraelské posily. Druhá skupina měla být vysazena 1 km východně od pevnosti a z tohoto směru měla proti pevnosti vést podpůrný útok. Hlavní útok o síle praporu pěchoty a tanků měl být veden od západu, z přístavu Fuad.
Pro výsadek Sa´iqa bylo naplánováno použít 24 gumových člunů, k dispozici jich ale nakonec bylo pouze 10. Velení se podařilo zajistit alespoň dva rybářské čluny. Bylo proto rozhodnuto plánovaný podpůrný útok zrušit a Sa´iqa byla pověřena pouze odříznutím přístupových cest k pevnosti.

## První útok
Útok na pevnost Budapest byl zahájen se zahájením operace Badr. Samotnému útoku předcházelo letecké napadení pevnosti bombardéry Il-28 ve 14 hodin, ve 14:05 následovala dělostřelecká palba. Mezitím se vylodili příslušníci Sa´iqa a přesun zahájily i hlavní útočné síly. V jejich čele se pohybovaly 3 tanky T-34 s odminovacím zařízením následované ženisty. Za nimi se pohybovala obojživelná vozidla podporovaná zbývajícími 3 tanky T-34. Jakmile první tanky T-34 dosáhly minová pole, byly zničeny palbou z pevnosti a tak museli minová pole začít ničit samotní ženisté. Postupující egyptské útočné síly byly zároveň napadeny izraelským letectvem, které, aniž narazilo na odpor zničilo zbývající 3 tanky T-34 a 5 obojživelných vozidel. Bombardovány byly i jednotky, které již vstoupily do minového pole. Velitel útoku proto nařídil útok zastavit a stáhnout se zpět, neboť očekával izraelský protiútok.
Jediný úspěch zaznamenaly Sa´iqa. Jejím příslušníkům se podařilo vylodit, aniž byli izraelským letectvem napadeni a zaujmout pozice. Z nich potom zabránili izraelským jednotkám přisunout k pevnosti posily. Na svých pozicích Egypťané zůstali čtyři dny, než jim byl dán rozkaz ke stažení se.
Další útok proti pevnosti Budapest plánoval Salah Abd el-Hakim na 7. října. Jeho provedení bylo ale zrušeno kvůli těžkým izraelským leteckým úderům proti přístavu Port Said.

## Druhý útok

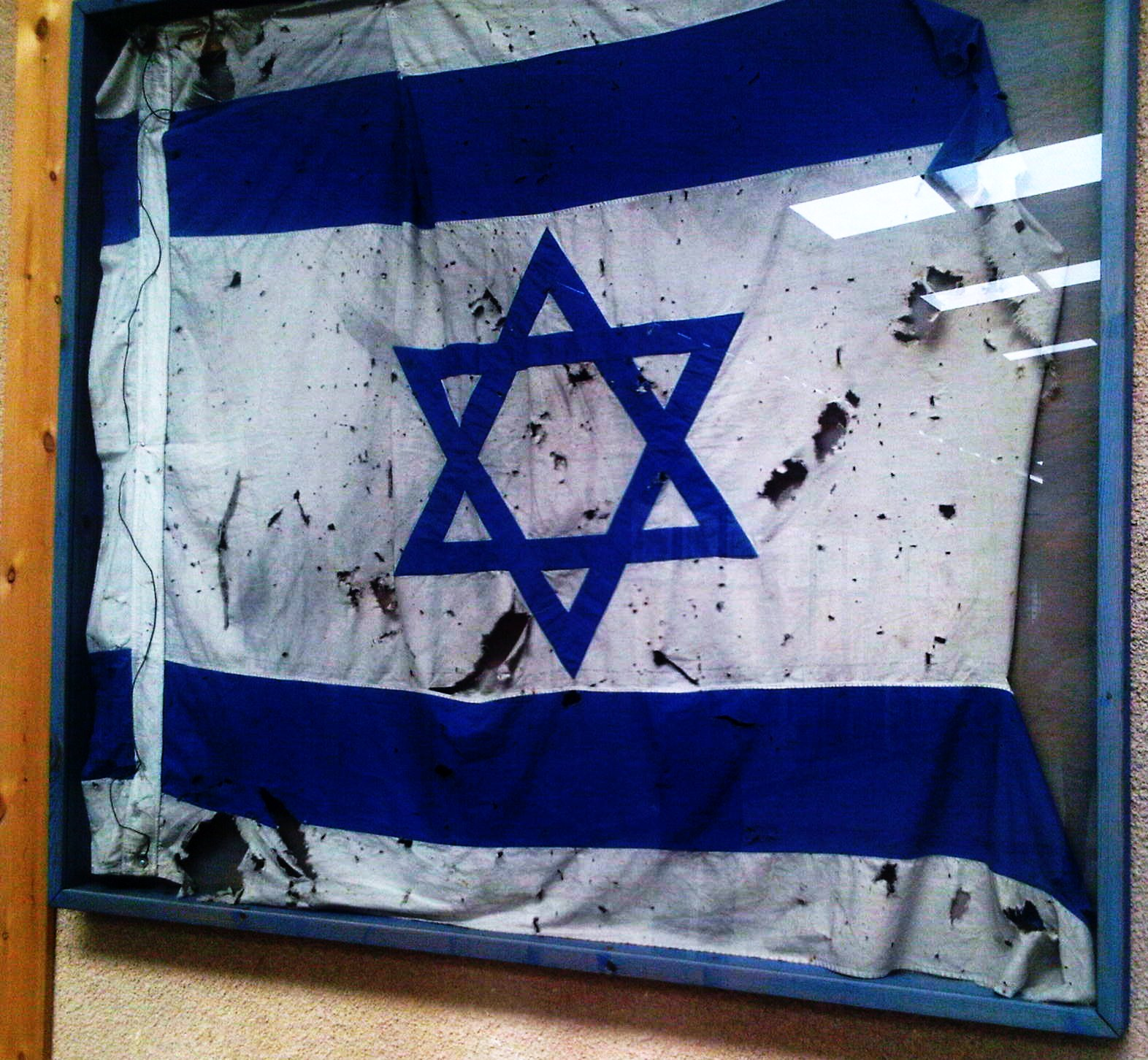
Izraelská vlajka z pevnosti Budapest

Pro další útok byl 11. října sektor Port Said posílen 103. praporem Sa´iqa ze sestavy 139. brigády Sa´iqa. Prapor byl posléze dovybaven i 10 výsadkovými čluny ze sklolaminátu. V plánu bylo, že tento prapor Sa´iqa obsadí přístupové cesty 4 km východně od pevnosti Budapest s cílem pevnost izolovat. Prapor byl posílen četou vybavenou protitankovými AT-3 Sagger ATGM. První útok (tzv. primární) měl být veden příslušníky Sa´iqa posílenými příslušníky praporu al-Mezahi z východu, přičemž další oddíly Sa´iqa měly bránit Izraelcům v přísunu posil k obléhané pevnosti. Následný útok ze západu měly vést další jednotky praporu al-Mezahi jako sekundární útok. Ty měly být vysazeny z moře přímo před pevností. Samotnému útoku měla předcházet třicetiminutová dělostřelecká příprava. 13. října byl tento plán schválen. Příslušníci praporu Sa´iqa mezitím prováděli průzkum terénu včetně cest skrz slaniskové bažiny, prostřednictvím průzkumných hlídek a leteckých fotografií.
V 19 hodin 14. října za využití temnoty se jednotky prvního útoku začaly přes bažiny ve čtyřech vlnách přesouvat na výchozí pozice 4 km východně od pevnosti. Cesta skrz bažiny byla extrémně namáhavá. Před půlnocí zahájila egyptská armáda palbu na pevnost z děl a raketometů. Ve 3:00 ráno 15. října zahájili Egypťané přesun svých jednotek po moři. Ve 3:30 zahájilo egyptské dělostřelectvo palebnou přípravu. Samotný útok začal ve 4.00. Zatímco jednotky postupující ze západu poutaly pozornost izraelských obránců pevnosti, podařilo se z východního směru jednotkám praporu al-Mezahi dostat prakticky až ke vstupu do pevnosti. Vlivem nepříznivých povětrnostních podmínek se ale části egyptských jednotek určených pro sekundární útok nepodařilo vylodit včas, aby posílila útok ze západu a navíc se vylodila o 1 kilometr dál oproti cílovému prostoru. K útočícím jednotkám její příslušníci připojili se zpožděním. Jednotky útočící ze západu se navíc dostaly v otevřeném terénu pod těžkou izraelskou palbu, při které padl velitel operace plk. Ali al-Mezachi. Přes ztráty se ale Egypťanům podařilo obsadit obranný prostor pevnosti. V té době velitel obránců Aškenazi žádal velení o podporu, zejména leteckou. Té se mu dostalo hned po rozednění. Jednotky primárního útoku postupující z východu byly napadeny izraelskými vrtulníky, jednotky postupující ze západu byly bombardovány dvěma Phantomy-4. Na posílení pevnosti Izraelci vyslali i tankové jednotky. Ty byly ale napadeny příslušníky jednotek Sa´iqa, které kryly přístupové cesty. Během bitvy, která se vyžádala mnoho obětí na obou stranách ztratili Izraelci 20 tanků, zatímco na egyptské straně byli zabiti všichni velitelé čet včetně velitele celého uskupení.
Pod účinnou palbou z bunkrů podporovanou leteckými útoky egyptské jednotky útočící ze západu upustily od snahy obsadit pevnost. Jednotky Sa´iqa na východní straně byly nakonec soustředěnou izraelskou palbou nuceny začít ustupovat a postupující izraelské posily začaly napadat i jednotky primárního útoku. Mezitím se příslušníci Sa´iqa pokusili projít zpět přes slaniskové bažiny, které ale izraelské A-4 Skyhawk zadýmily kouřovými kapslemi, takže řada příslušníků Sa´iqa ztratila orientaci a zahynula nebo byla zraněna a ponechána na místě. Velení egyptského útoku se pokusilo žádat o posily pro ustupující jednotky, ale těm byla poskytnuta pouze podpora ve formě krycí dělostřelecké palby. Velitel suezského okruhu gen.mjr. Chalid proto nařídil ústup do obranných pozic u Port Fuadu a odrážení izraelských protiútoků. Během rána se dvě egyptská letadla Su-7 pokusila o průlet na pevností: jedno z nich bylo palbou ze země sestřeleno, druhé se stáhlo.

## Výsledek
Třetí pokus o dobytí pevnosti už Egypťané nepodnikli a pevnost Budapest se tak stala jedinou pevností Bar Levovy linie, kterou egyptská armáda neobsadila. Čtyři měsíce po skončení Jomkipurské války se velitel pevnosti Budapest Motti Aškenazi stal vůdčí postavou protivládních protestů, které vyústily ve vznik Agranatovy komise, a odstartoval tak konec politické kariéry izraelské premiérky Goldy Meirové, která, přestože byla zprávou komise ospravedlněna, podala kvůli tlaku veřejnosti měsíc poté, v květnu 1974, demisi izraelské vlády.